# 栗原鉄道ED18形電気機関車
栗原鉄道ED18形電気機関車（くりはらてつどうED18がたでんききかんしゃ）は、かつて栗原鉄道が所有していた直流用電気機関車である。3両（ED181 - ED183）が存在し、その後の路線改軌でED20形ED201 - 203に改称された。

## 概要
1942年の岩ヶ崎 - 細倉鉱山間9.3kmの開業により、零細な田舎軌道から突如軍需物資である亜鉛鉱輸送を目的とした鉱山鉄道への転身を果たした栗原軌道→栗原鉄道であったが、戦後もその旺盛な輸送需要は減少することがなく、さらに燃料の入手難が発生したことから、まず1950年9月21日に軌間762mmの軽便鉄道のまま、全線の直流750V電化が実施された。
これに伴い、既存の蒸気機関車、特に貨物輸送の主力であったC151 - C153の3両を代替する目的で中日本重工業にて本形式3両が一挙に新造された。

## 車体
強固な台枠の中央に乗務員が枕木方向に着席する構成の運転室を置き、その前後に背の低い機器室を置いた、全溶接構造の凸型鋼製車体を備える。
車体幅約2m、全長約9mの車体寸法と18tという自重は第二次世界大戦後の日本国内で製造・使用された762mm軌間向け電気機関車としては最大級であり、電化時の栗原鉄道の輸送需要の旺盛さを示している。
また、その設計は、当初より将来的に軌間を1,067mmに改軌することを想定していたといわれる。

## 主要機器
本線用電気機関車であるが、規模の小さな軽便鉄道用であったため、簡素な直接制御器を搭載しているのが特徴である。

### 主電動機
三菱電機製直流直巻整流子電動機であるMB-202BRを各台車に2基ずつ吊り掛け式で装架する。歯数比は5.64で、これにより定格速度40km/h、定格引張力2,400kgを発揮した。

### 制御器
路面電車並の直接制御器を1基、運転室に設置する。コントローラーハンドルは通常のものとは異なり丸形となっているのが特徴である。

### 集電装置
集電装置としては新造当初より1,067mm軌間向けと同等の大型菱枠パンタグラフを搭載する。碍子は横型支持となっており、これは廃車までほぼそのまま使用された。

### 台車
板台枠式の台車枠に重ね板ばねによる軸ばね、それに釣り合い梁を軸箱間に置いたこの種の電気機関車としては標準的な構造を備える。なお、空転時の撒砂に用いる砂箱は、台車枠側面ではなく台車枠端梁の外側に取り付けられているのが特徴である。

### 連結器
開業以来の軽便鉄道用客貨車を牽引する必要があったことから、台車枠端梁の中央に縦リンク式のピン・リンク式連結器を搭載して新造されている。

## 運用
竣工後は貨物の主力機として順調に稼働していたが、貨物輸送の増大と石越での貨物の積み替え作業の繁雑さから、1955年9月27日に栗原電鉄線の軌間は762mmから1,067mmに改軌された。
これに伴い本形式は新三菱重工業で改軌工事が施工された。
この改造により、台車枠の端梁やトランサムを拡幅、車軸の新製交換で1,067mm軌間対応とし、さらに台車端梁に装着されていた従来のピン・リンク式連結器を撤去、車体台枠の端梁を強化の上で並形自動連結器の取り付けを実施している。
この際、性能には影響しない車体台枠や運転室の拡幅工事は実施されず、単純に台車枠のみを拡幅したため、台車、特に軸箱部分で最大125mmずつ車体台枠から左右に飛び出すという特異な形状となった。また、この改造により自重が2t増加したため、形式をED20形に改称している。
もっとも、主電動機の換装による出力強化は見送られたため、貨物輸送の主力の座は35t級のED351に譲ることとなる。
貨物量の減少に伴い、1983年にED202が廃車。さらに1987年の貨物輸送廃止によりED203が廃車となった。
最後に残ったED201は、1995年、栗原電鉄がくりはら田園鉄道と改称され、くりはら田園鉄道線として非電化路線となったことにより除籍されている。

## 保存車
ED20形は3両とも静態保存されている。
- ED201：チャチャワールドいしこし（宮城県登米市石越町）
- ED202：旧・細倉マインパーク前駅（宮城県栗原市鶯沢）
- ED203：旧・若柳駅（宮城県栗原市若柳）